# Равне при Церкнем
Равне при Церкнем (словен. Ravne pri Cerknem, итал. Raune d’Idria) је насељено место у општини Церкно, Горишка регија, Словенија.

## Историја
До територијалне реорганизације у Словенији биле су у саставу старе општине Идрија.

## Становништво
У попису становништва из 2011. године, Равне при Церкнем имале су 165 становника.
| Број становника према пописима | Број становника према пописима | Број становника према пописима |
| ------------------------------ | ------------------------------ | ------------------------------ |
| 1991                           | 2002                           | 2011                           |
| 185                            | 183                            | 165                            |

Напомена: Године 1953. настала спајањем насеља Згорње Равне и Сподње Равне, која су укинута.